# Rafael Martins Vieira da Silva
Rafael Martins Vieira da Silva známý jako Rafael (* 27. prosince 1995) je brazilský fotbalový obránce, od léta 2016 hráč slovenského klubu AS Trenčín.

## Klubová kariéra
- Macaé Esporte Futebol Clube 2015–2016
- AS Trenčín 2016–

Rafael působil v Brazílii v klubu Macaé Esporte Futebol Clube. V létě 2016 odešel na testy do slovenského klubu FK AS Trenčín, které dopadly úspěšně a hráč se začlenil do týmu. S Trenčínem si zahrál v předkolech Ligy mistrů UEFA 2016/17.